# 永暑礁机场
永暑礁机场（编号：GC0074）位于南沙群岛永暑礁的西南礁盘所建人工岛上，是中国目前最南端的机场。

## 历史
永暑礁机场于2014年8月开始在永暑礁的西南礁盘（4.33平方公里）上开始吹沙填海建造，至2015年4月底造成陆域2.8平方公里，2015年5月底跑道已经硬化成型。
2016年1月6日，中国政府征用中国南方航空两架民航客机先后从海口美兰国际机场起飞，经过近2小时的飞行于10时21分、10时46分平稳降落南沙永暑礁新建机场并于当日下午返回海口，试飞成功。
2016年4月17日，中国南海巡逻机首次公开降落永暑礁执行人道救援，将3名重病工人转运至三亚的医院接受救治。

## 设施
永暑礁机场有一条长3,160米，宽60米的跑道，一座航站楼，20个机库，2直升机平台。中国人民解放军海军航空兵的战斗机（例如歼-10、歼-11、歼轰-7或苏-30MKK战斗机）及中国人民解放军空军的大型运输机如伊尔-76、运-20，以及鲲龙-600水陆两用飞机等均可在此安全起降。